# Monster Rancher Battle Card Game
Monster Rancher Battle Card Game, aussi connu sous le nom de Monster Farm Battle Card GB (モンスターファームバトルカードGB, Monsutā Fāmu Batoru Kādo GB) au Japon, est un jeu vidéo Game Boy Color issu de la série de jeux vidéo Monster Rancher, publié en 1999. Il s'agit du premier jeu de la série Monster Rancher Battle Card de Tecmo, qui propose un jeu de cartes intégrant les personnages populaires de la série Monster Rancher. Il est suivi par Monster Rancher Battle Card Episode II pour console PlayStation, qui comprend des monstres bonus. 

## Système de jeu
Bien que la série des Monster Rancher soit connue pour sa capacité à importer le contenu des jeux sur CD, Monster Rancher Battle Card GB n'a pas de fonctionnalité équivalente. Au lieu de cela, le joueur passe un court « test de personnalité » pour déterminer son deck de départ et peut ensuite gagner des cartes supplémentaires en battant ses adversaires ainsi que de nouvelles cartes de monstres en battant les boss des donjons.  Bien qu'un système de code soit également en place, seules quelques cartes spécifiques à un monstre et quelques cartes de soutien général peuvent être obtenues par cette méthode.
Le deck de chaque joueur se compose de trois cartes monstre et de cinquante cartes attaque/défense/soutien supplémentaires.  Les cartes monstre commencent en jeu, ont des PV et un type (terrestre ou aérien). Les cartes d'attaque sont toujours spécifiques à une race de monstre, les cartes de défense peuvent être spécifiques à une race de monstre, et les cartes de soutien. Pour utiliser ces cartes, le joueur doit généralement payer un coût d'activation sous la forme d'une ressource appelée « tripes ».

## Accueil
Au Japon, Famitsu lui attribue une note de 22 sur 40. IGN déclare en ses termes : « Si vous aimez les batailles de cartes, Monster Rancher est un bon jeu ».